# Заболотье (Мозырский район)
Заболотье (бел. Забалацце) — деревня в Махновичском сельсовете Мозырского района Гомельской области Республики Беларусь.

## География

### Расположение
В 43 км на юго-запад от Мозыря, 27 км от железнодорожной станции Ельск (на линии Калинковичи — Овруч), в 176 км от Гомеля.

### Гидрография
На севере мелиоративный канал.

## Транспортная сеть
Транспортные связи по просёлочной, затем автомобильной дороге Махновичи — Мозырь. Планировка состоит из прямолинейной широтной улицы, которая на востоке пересекается под прямым углом короткой прямолинейной улицей. Застройка двусторонняя, деревянная, усадебного типа.

## История
По письменным источникам известна с XIX века. Наиболее активная застройка приходится на 1920-е годы. В 1930 году организован колхоз. Во время Великой Отечественной войны 28 июля 1943 года оккупанты сожгли 61 двор и убили 54 жителя (похоронены в могиле жертв фашизма около клуба). 40 жителей погибли на фронте. Согласно переписи 1959 года в составе колхоза «Луч Октября» (центр — деревня Махновичи). Работали клуб, библиотека, фельдшерско-акушерский пункт, отделение связи, магазин.

## Население

### Численность
- 2004 год — 51 хозяйство, 84 жителя.

### Динамика
- 1870 год — 35 ревизских душ.
- 1940 год — 67 дворов, 320 жителей.
- 1959 год — 313 жителей (согласно переписи).
- 2004 год — 51 хозяйство, 84 жителя.

## Известные уроженцы
- И. И. Капылович — белорусский писатель.